# 皮德霍羅迪謝
49°41′53″N 24°19′34″E / 49.69806°N 24.32611°E
皮德霍羅迪謝（烏克蘭語：Підгородище），是烏克蘭的村庄，位於該國西部利沃夫州，由利沃夫区比布爾卡市鎮負責管轄，面積3.16平方公里，海拔高度281米，2001年人口696，人口密度每平方公里220.25人。